# Odontocera gracilis
Odontocera gracilis är en skalbaggsart som först beskrevs av Johann Christoph Friedrich Klug 1825.  Odontocera gracilis ingår i släktet Odontocera och familjen långhorningar. Inga underarter finns listade i Catalogue of Life.